# Eisenbahnunfall bei Markdorf

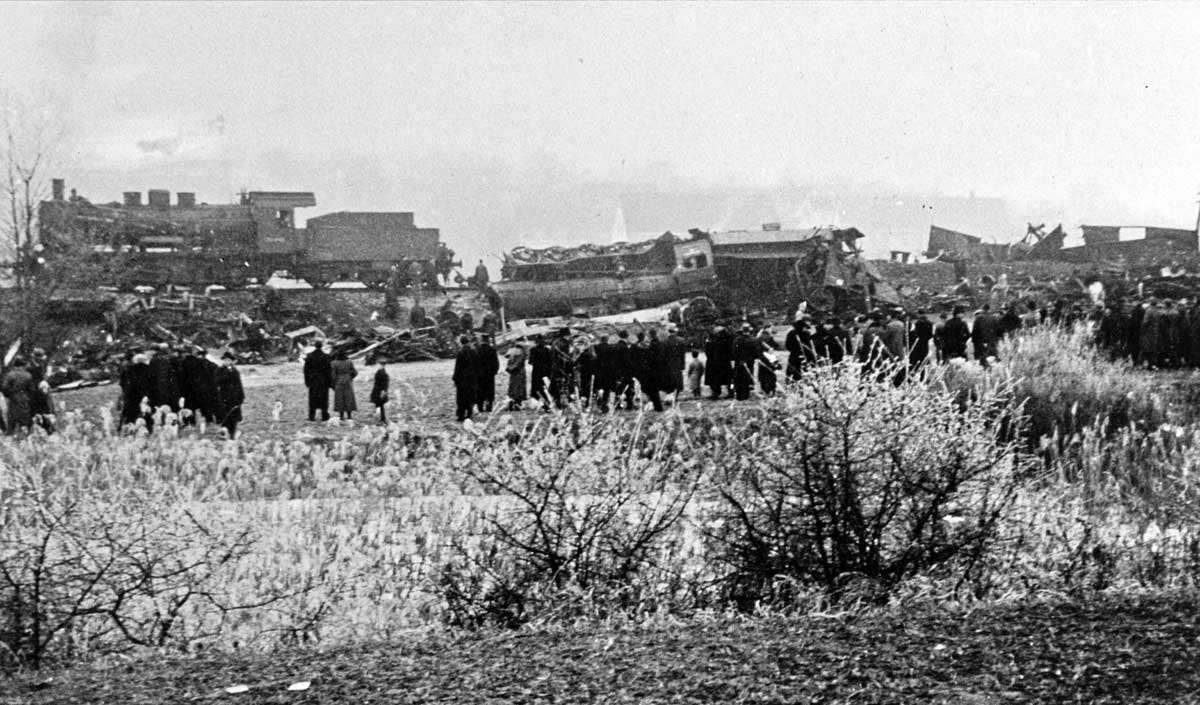
Bei dem Eisenbahnunfall bei Markdorf kamen über 100 Menschen ums Leben

Bei dem Eisenbahnunfall bei Markdorf am 22. Dezember 1939 stießen ein Güterzug und ein voll besetzter Personenzug auf der Bahnstrecke Stahringen–Friedrichshafen, einem Teil der Bodenseegürtelbahn, bei Markdorf auf der Gemarkung des heute zu Friedrichshafen gehörenden Orts Lipbach zusammen. Der Eisenbahnunfall forderte über 100 Todesopfer.

## Ausgangslage

### Strecke
Die Strecke ist eingleisig und verläuft am Nordufer des Bodensees. Dort herrschte an jenem Abend starker Nebel. Die Personalsituation an der Strecke war aufgrund des Zweiten Weltkriegs angespannt; so musste der einzige Mitarbeiter auf dem Stellwerk des Bahnhofs Markdorf zusätzlich einen 500 Meter entfernten beschrankten Bahnübergang ohne Fernbedienung mitbedienen. Dazu fuhr er mit einem Fahrrad dorthin, ließ die Schranken hinunter, wartete die Durchfahrt des Zuges ab, hob die Schranken wieder an, fuhr mit dem Fahrrad zurück und stand nun erst wieder im Stellwerk zur Verfügung – und das alles bei Verdunkelung.

### Bahnhof Markdorf
Im Bahnhof Markdorf war eine Reihe von Vorschriften zu beachten, der Umgang mit ihnen trug zum Unfallgeschehen bei: Alle verkehrenden Sonderzüge waren, sobald ihr Verkehren bekannt gegeben worden war, in ein Merkbuch einzutragen. Alle Einträge für den betreffenden Tag waren um Mitternacht von dem diensthabenden Beamten dann auf eine im Bahnhofsbüro aushängende Merktafel zu übertragen. Verdunkelung war reichsweit angeordnet, der Bahnhof Markdorf einschließlich des Bahnsteigs unbeleuchtet.

### Personenzug in westlicher Richtung
Der Personenzug war ein Sonderzug von Oberstdorf nach Müllheim und in westlicher Richtung unterwegs. Er trug die Bezeichnung P Kar 21154 und verkehrte in einer Fahrplantrasse, die in Friedenszeiten einem Personenzug zur Verfügung stand, der nun aber nur noch „auf Anforderung“, in der Praxis aber selten verkehrte. Für diesen Bedarfsverkehr war die Trasse aber – einschließlich der erforderlichen Zugkreuzung in Markdorf – im Fahrplan belassen worden. Schon für den Vortag angekündigt, verkehrte der Sonderzug verspätet, weil die Zahl der zur Verfügung stehenden Wagen zu knapp war. Das war auch den Bahnhöfen an der Strecke bekannt gegeben worden. Der Zug wurde von einer Lokomotive der Baureihe 57 gezogen, die eine Höchstgeschwindigkeit von 60 km/h fuhr. Ihr folgten elf Durchgangswagen und vier gedeckte Güterwagen für das Gepäck. Mit dem Zug reisten 700 Fahrgäste, Einwohner aus Weil am Rhein und Umgebung, die seit dem 3. September 1939 aufgrund des Zweiten Weltkriegs von der französischen Grenze ins Allgäu evakuiert worden waren, zurück in ihre Wohnorte, nachdem bis Ende 1939 nahezu keine Kampfhandlungen an der Grenze stattgefunden hatten.

### Güterzug in östlicher Richtung
Der täglich verkehrende Kohlezug Dg 7953 fuhr die Strecke in östlicher Richtung und hatte Lindau als Ziel. Er wurde ebenfalls von einer Dampflokomotive der Baureihe 57 gezogen. Ein mitfahrender Zugsicherer hatte sich im Bremserhaus des letzten Wagens aufzuhalten. Bei Durchfahrt durch einen Bahnhof hatte er Blickkontakt mit dem Aufsichtsbeamten aufzunehmen, tags mit Handanlegen an die Mütze zu grüßen, nachts durch Anheben der Signallaterne. Da es kalt war, war der Zugsicherer aber mit Duldung des Zugführers in den Packwagen, der unmittelbar hinter der Lokomotive lief, gestiegen, um sich zu wärmen. Die Züge hätten planmäßig in Markdorf kreuzen sollen. Laut örtlicher Vorschrift hätte der Güterzug in jedem Fall in Markdorf halten müssen, selbst wenn das Ausfahrsignal „Fahrt frei“ zeigte, und den Abfahrauftrag durch den Fahrdienstleiter abwarten müssen.
Beide Züge unterlagen ebenfalls den Verdunkelungsvorschriften, das heißt, dass sie kein Spitzensignal hatten, sondern statt der „friedensmäßigen“ Beleuchtung nur schmale Lichtschlitze an den Lampen.

## Unfall

### Bahnhof Markdorf
Der stellvertretende Bahnhofsvorstand nahm am 21. Dezember 1939 kurz vor 20:00 Uhr das Telegramm entgegen, das ankündigte, dass der P Kar 21154 am folgenden Tag verkehren werde. Er trug das nicht ins Merkbuch ein. Sein ihn in der Tagschicht des 22. Dezember 1939 ablösender Chef bemerkte diesen Fehler auch nicht. Ihn löste wiederum gegen 19:00 Uhr sein Stellvertreter ab. Er hatte den Sonderzug offenbar vergessen. Deshalb benachrichtigte er auch die anderen Mitarbeiter, Weichenwärter und Stellwerk nicht. Bei Schreibarbeiten unterbrochen, nahm er um 22:06 Uhr den Güterzug vom Bahnhof Bermatingen-Ahausen an und stellte um 22:07 Uhr das Ausfahrsignal des Bahnhofs Markdorf auf „Fahrt frei“, ohne den Güterzug vorher dem Bahnhof Kluftern anzubieten und dessen dortige Annahme abzuwarten. Einen Streckenblock, der diesen Fehler hätte verhindern können, gab es nicht. Der stellvertretende Bahnhofsvorstand hatte im entscheidenden Moment einen Blackout, war auf seine Schreibarbeiten konzentriert und hatte den entgegenkommenden Personenzug einfach vergessen.

### Bahnhof Kluftern
Um 22:12 Uhr wurde der Sonderzug dem Bahnhof Kluftern aus Fischbach angeboten und der Fahrdienstleiter nahm ihn an. Um 22:14 Uhr bemühte sich der Fahrdienstleiter in Kluftern vergeblich, seinen Kollegen in Markdorf zu erreichen, um ihm den Zug anzubieten – dort ging niemand ans Telefon. Er verließ sich daraufhin auf den Fahrplan und die darin vorgesehene Kreuzung der Züge in Markdorf und ließ den Personenzug auf die Strecke, ohne sich zuvor in Markdorf zu versichern, dass der nach dort führende Streckenabschnitt frei war. Anschließend versuchte er erneut, den Bahnhof Markdorf zu erreichen. Da aber zeitgleich der Fahrdienstleiter von dort auch versuchte, in Kluftern anzurufen, um den Güterzug anzubieten, kam keine Verbindung zustande. Daraufhin sandte der Fahrdienstleiter Kluftern ein Läutesignal, das einen Zug ankündigte, an den Bahnhof Markdorf.

### Durchfahrt des Güterzuges in Markdorf
Erst das Läutesignal bewirkte, dass dem Fahrdienstleiter in Markdorf der Sonderzug wieder einfiel. Er rannte auf den verdunkelten Bahnsteig, aber die Lokomotive des Güterzuges hatte bereits das Empfangsgebäude passiert. Er hatte weder einen beleuchteten Befehlsstab noch eine Handlaterne, selbst seine Trillerpfeife nicht zur Hand. Der Zug hielt entgegen der Vorschrift nicht, niemand im Zug bemerkte ihn, und der Zugsicherer, der sich im letzten Wagen aufhalten sollte, befand sich im Packwagen, vorne im Zug. Der Fahrdienstleiter rannte zurück in sein Büro und versuchte, das Stellwerk zu erreichen, damit von dort ein Haltesignal gegeben werden konnte. Das misslang, denn der Mitarbeiter wartete bei der Schranke, dass der Güterzug durchfuhr. Der Fahrdienstleiter versuchte daraufhin nochmals, den Bahnhof Kluftern zu erreichen. Die Verbindung kam nun sofort zustande – aber zu spät: Der Sonderzug hatte den Bahnhof Kluftern bereits passiert.

### Unfallgeschehen
Die beiden Züge fuhren auf einer 2,5 Kilometer langen Geraden aufeinander zu. Da dichter Nebel herrschte und die beiden Lokomotiven wegen der Verdunklung nur ein reduziertes, schlecht erkennbares Spitzensignal führten, sahen sich die Lokomotivführer trotzdem nicht oder erst im letzten Augenblick: Während der Güterzug überhaupt nicht bremste, hatte der Lokomotivführer des Personenzuges noch im letzten Moment eine Schnellbremsung ausgelöst. So stießen die Züge um 22:19 Uhr bei Streckenkilometer 43,190 frontal und nahezu ungebremst bei einer Geschwindigkeit von je 60 km/h zusammen. Die Lokomotiven blieben stehen, ohne umzustürzen. Die beiden ersten Personenwagen wurden komplett zerstört, der Schlepptender der Lok des Personenzuges bäumte sich beim Aufprall auf und fiel dann auf den ersten Wagen zurück. Zwei weitere Personenwagen wurden schwer beschädigt. Der Packwagen des Güterzuges und die ersten 15 offenen Kohlewagen türmten sich zu einem Trümmerhaufen auf.

## Folgen
Der Unfall forderte 101 Todesopfer und 47 Verletzte. 98 Todesopfer stammen aus dem Markgräflerland, aus Binzen, Egringen, Fischingen, Haltingen, Weil am Rhein und Welmlingen. Auf dem Marktplatz in Markdorf wurden am ersten Weihnachtsfeiertag die Särge aufgestellt und unter Beteiligung höchster Partei- und Wehrmachtsvertreter, unter anderem auch Gauleiter und Reichsstatthalter Robert Wagner, wurde von den Toten Abschied genommen. Anschließend wurden sie mit einem Sonderzug in ihre Heimat überführt.
Das Landgericht Konstanz verurteilte am 3. Juli 1940 den Fahrdienstleiter von Kluftern zu zwölf Monaten Gefängnis, sein Markdorfer Kollege, der als Hauptschuldiger verurteilt wurde, erhielt drei Jahre Gefängnis.
In Lipbach wurde am 22. Dezember 1989 ein Gedenkstein enthüllt, der an den Unfall erinnert.

### Gedenken
Neben dem Gedenkstein in Kluftern gibt es in allen Markgräfler Ortschaften, die bei dem Eisenbahnunglück bei Markdorf Tote zu beklagen hatten, Denkmale. In Binzen und Fischingen wurde das Gedenken an die Unfallopfer in die allgemeinen Kriegsopfer-Denkmale integriert. In den anderen Ortschaften wurden weitere zivile Kriegsopfer in die Denkmale für die Unfallopfer aufgenommen.

Denkmale für die Opfer des Eisenbahnunfalls
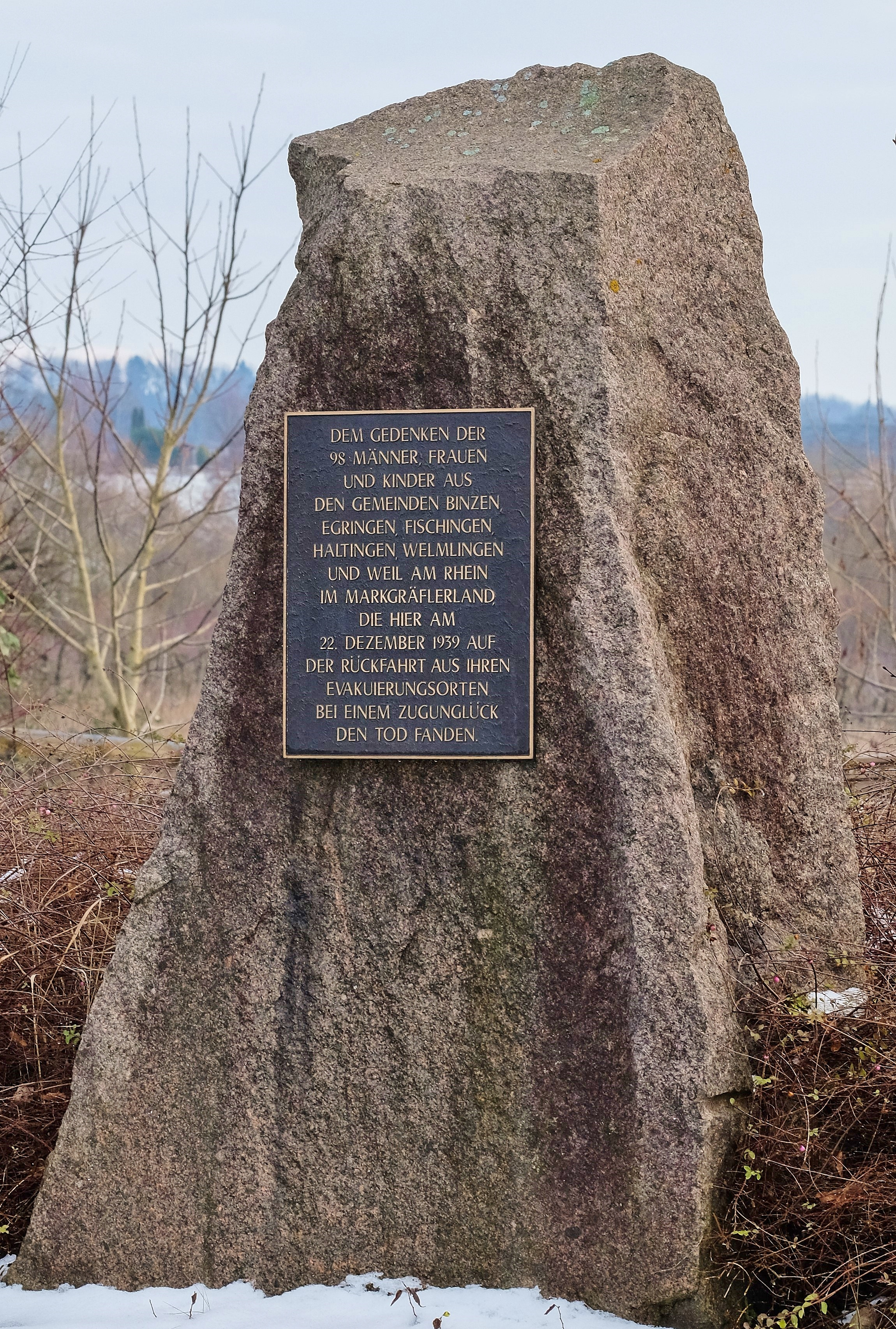
Kluftern
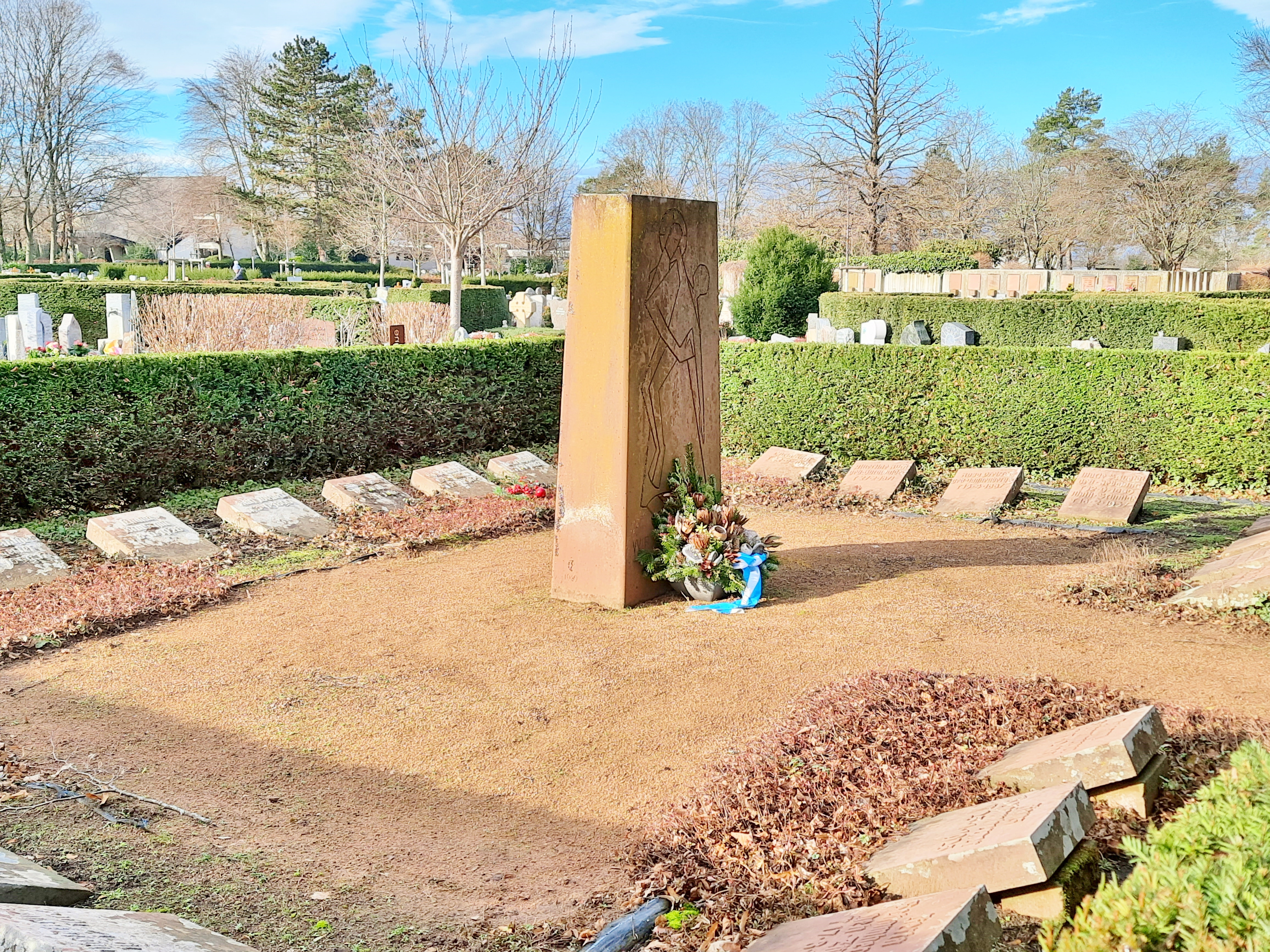
Weil am Rhein
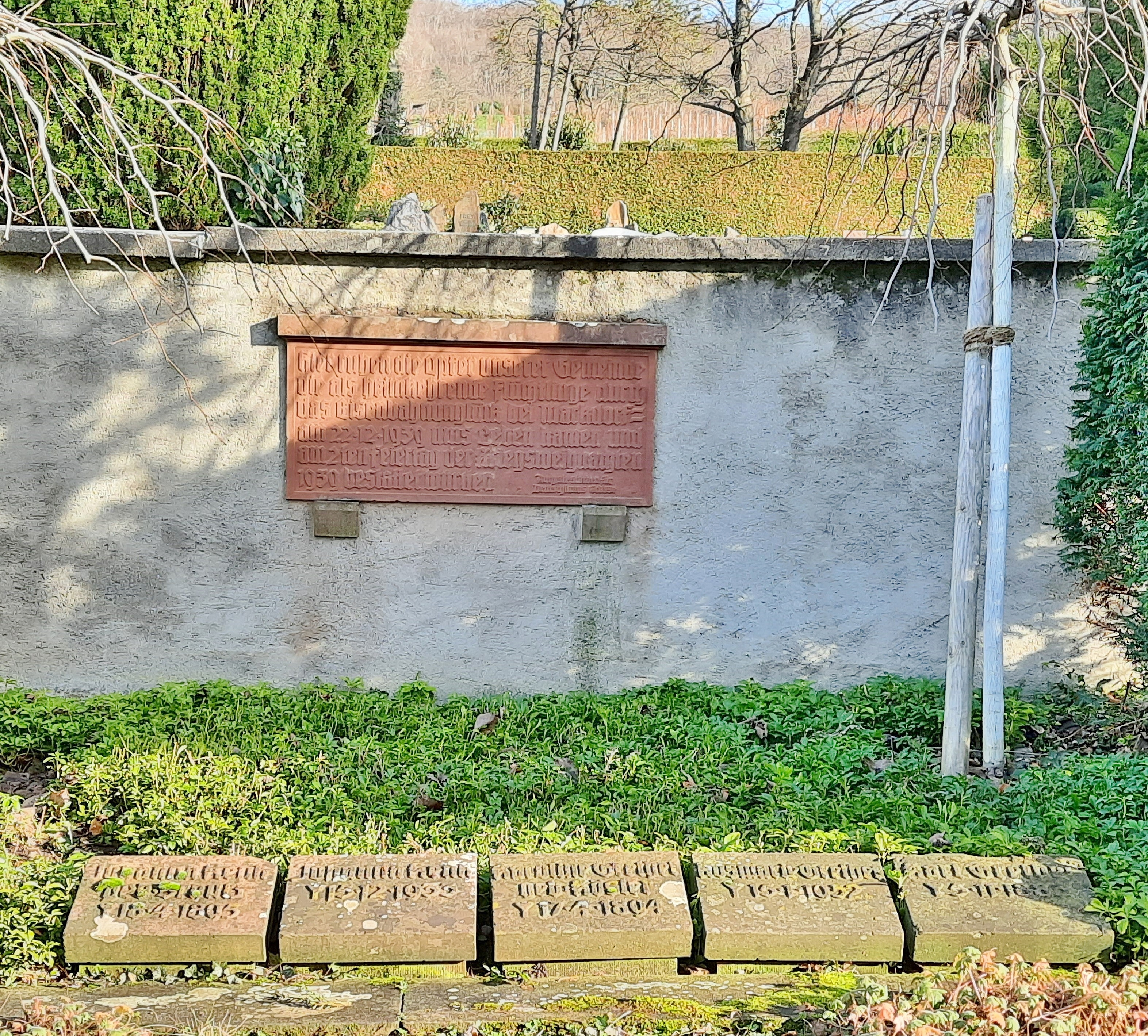
Haltingen
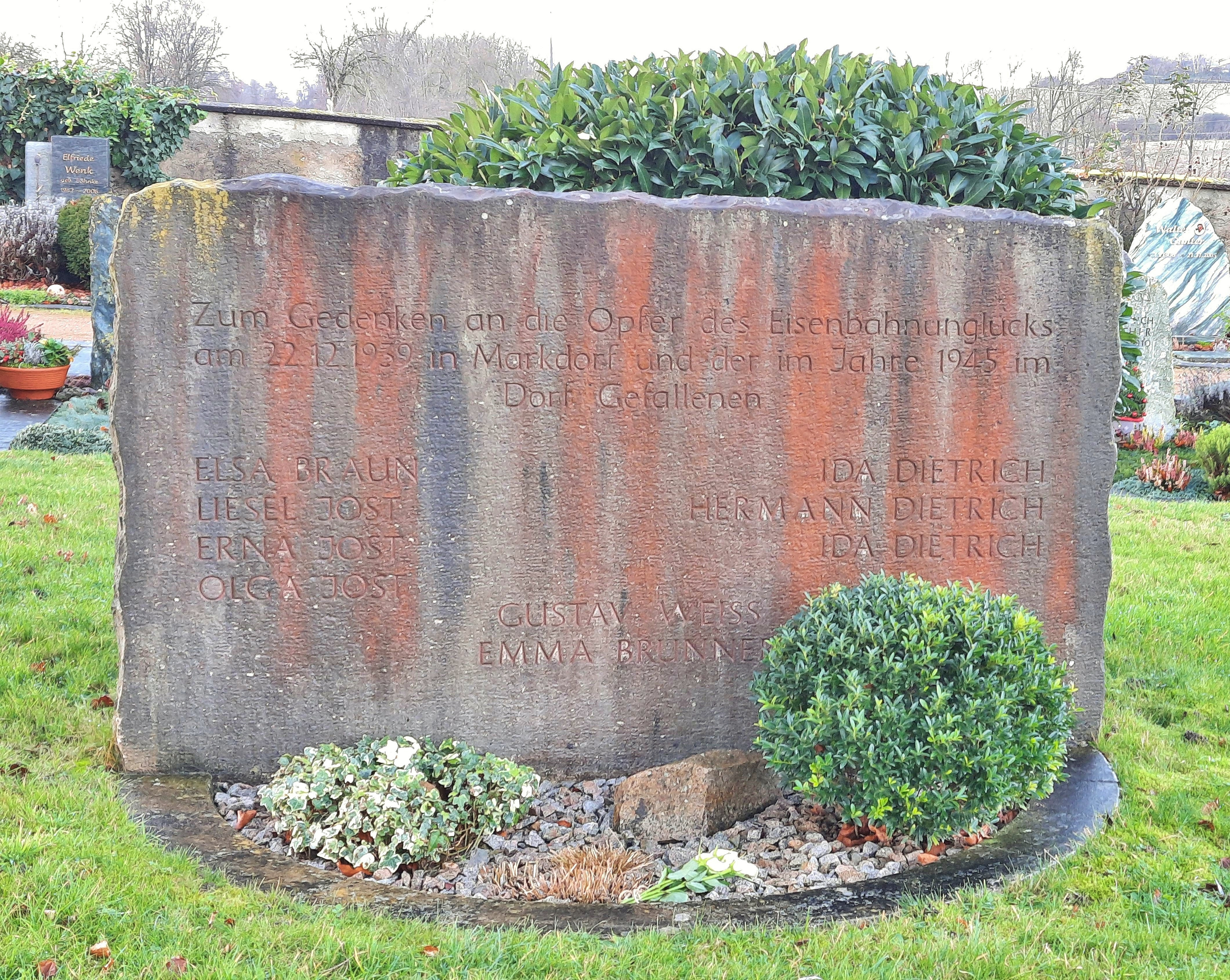
Egringen
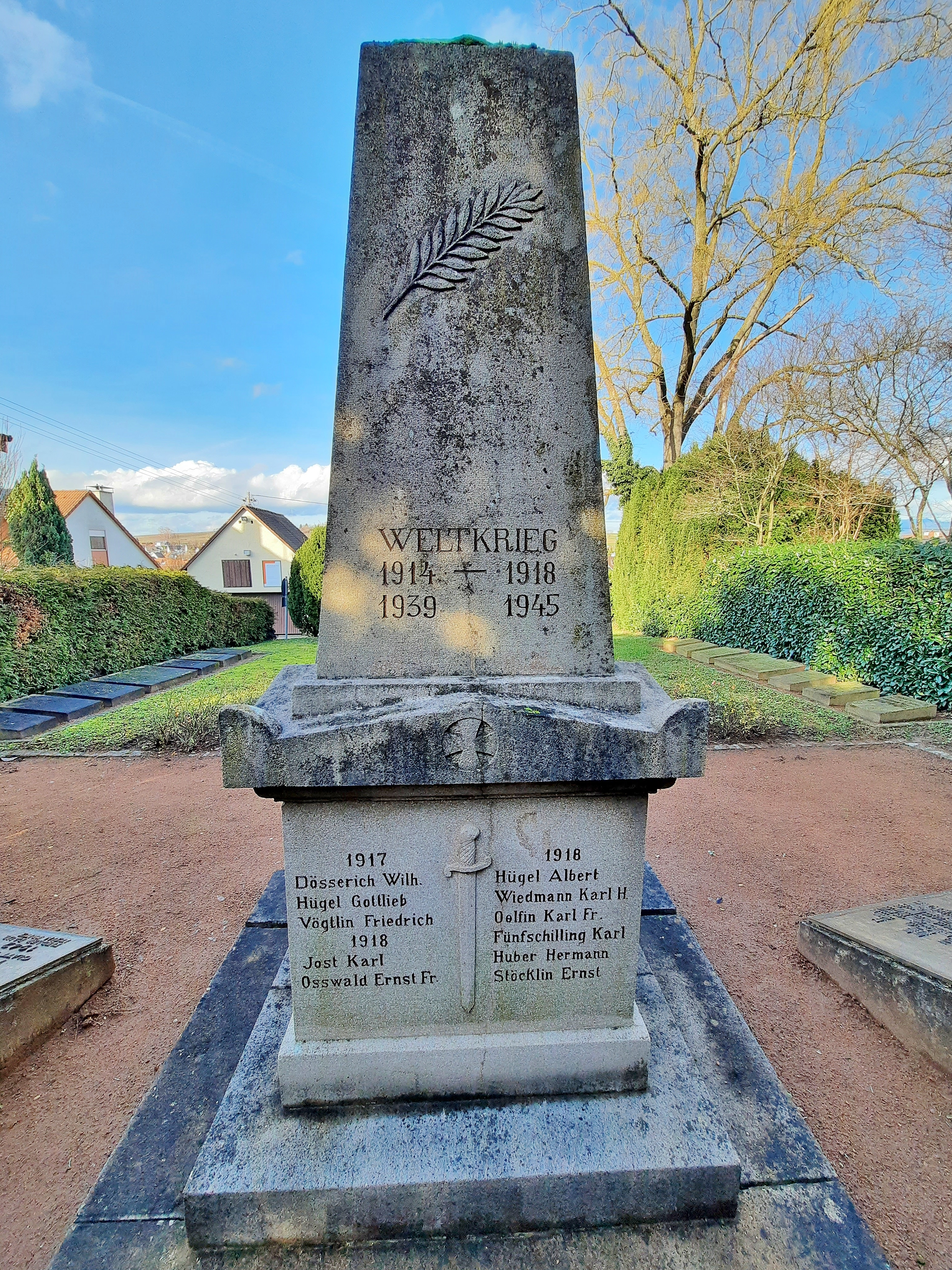
Binzen
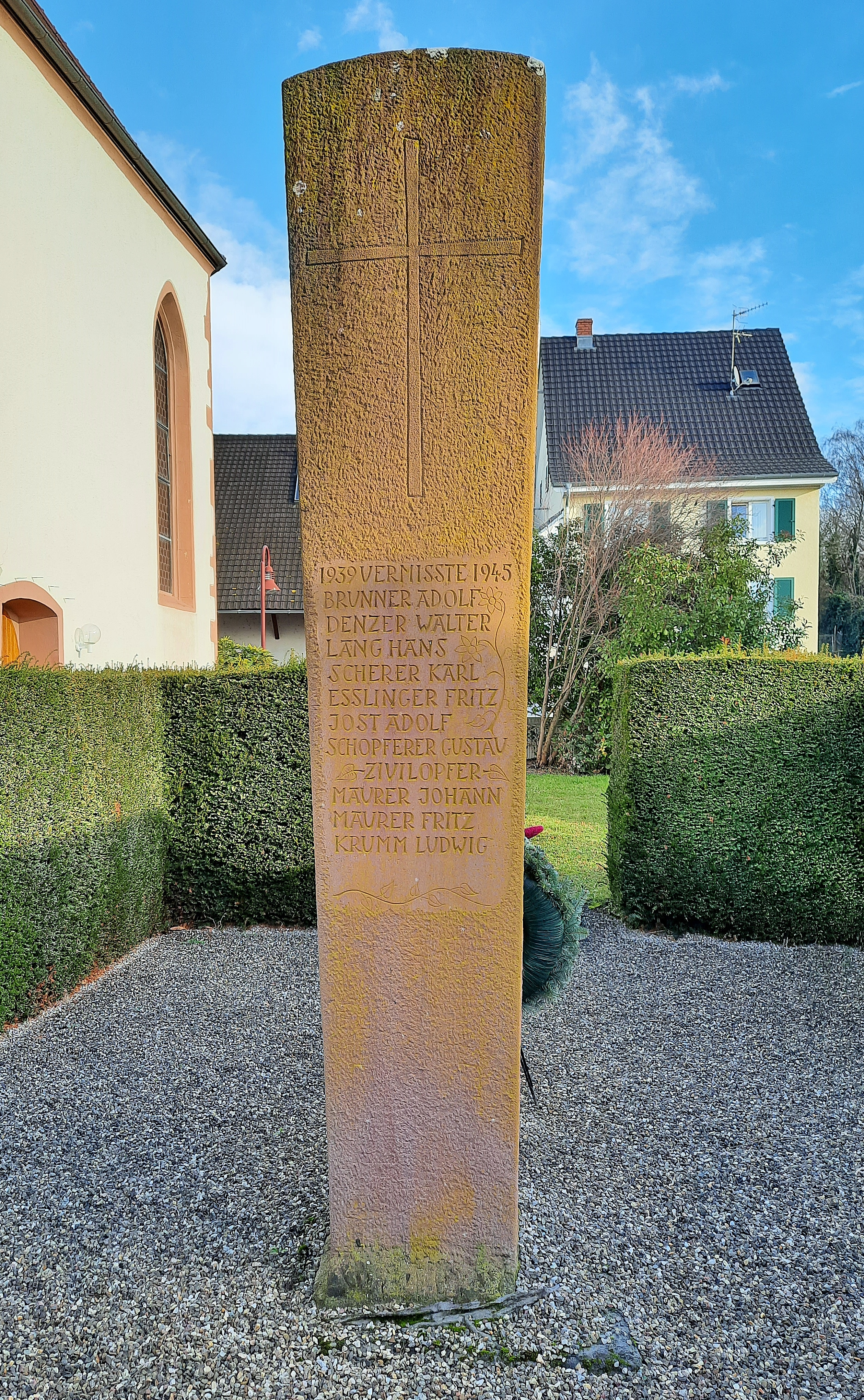
Fischingen
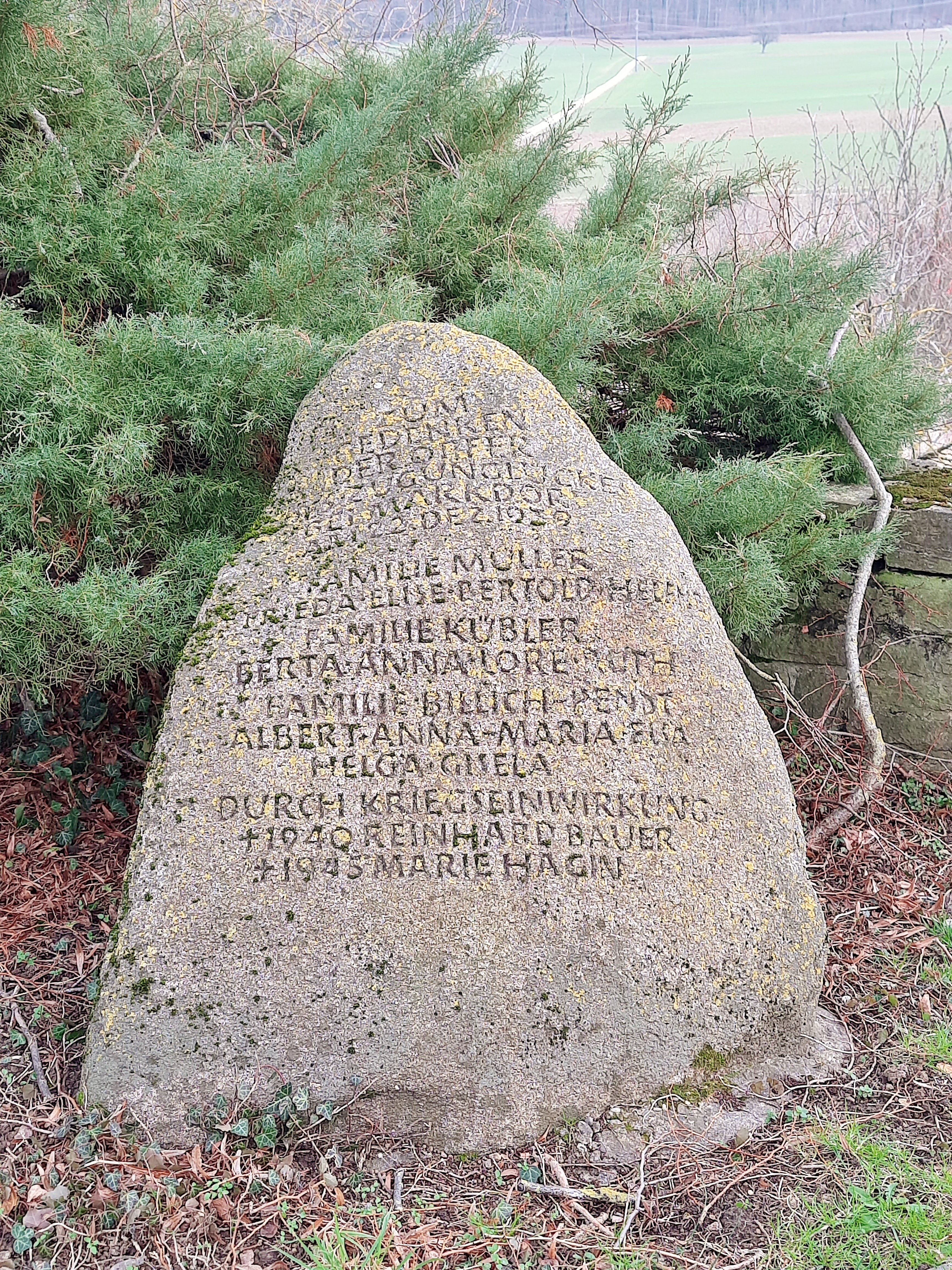
Welmlingen

## Eisenbahnunfall in Genthin an demselben Tag
Ebenfalls am 22. Dezember 1939 ereignete sich der Eisenbahnunfall von Genthin, bei dem ein Schnellzug auf einen anderen auffuhr, wobei mindestens 186 Menschen ums Leben kamen und zahlreiche weitere verletzt wurden. Der Eisenbahnhistoriker Albert Kuntzemüller bezeichnete das Datum als den „schwärzesten Tag der deutschen Eisenbahngeschichte“.